# (36400) 2000 OE47
2000 OE47 (asteroide 36400) é um asteroide da cintura principal. Possui uma excentricidade de 0.17487970 e uma inclinação de 0.66491º.
Este asteroide foi descoberto no dia 31 de julho de 2000 por LINEAR em Socorro.